# Uruguay i olympiska sommarspelen 1960
Uruguay deltog med 34 deltagare vid de olympiska sommarspelen 1960 i Rom. Ingen av landets deltagare erövrade någon medalj.